# Horst Baader
Horst Baader (* 24. Mai 1930 in Wuppertal-Barmen; † 18. Mai 1980 in Köln) war ein deutscher Romanist.

## Leben

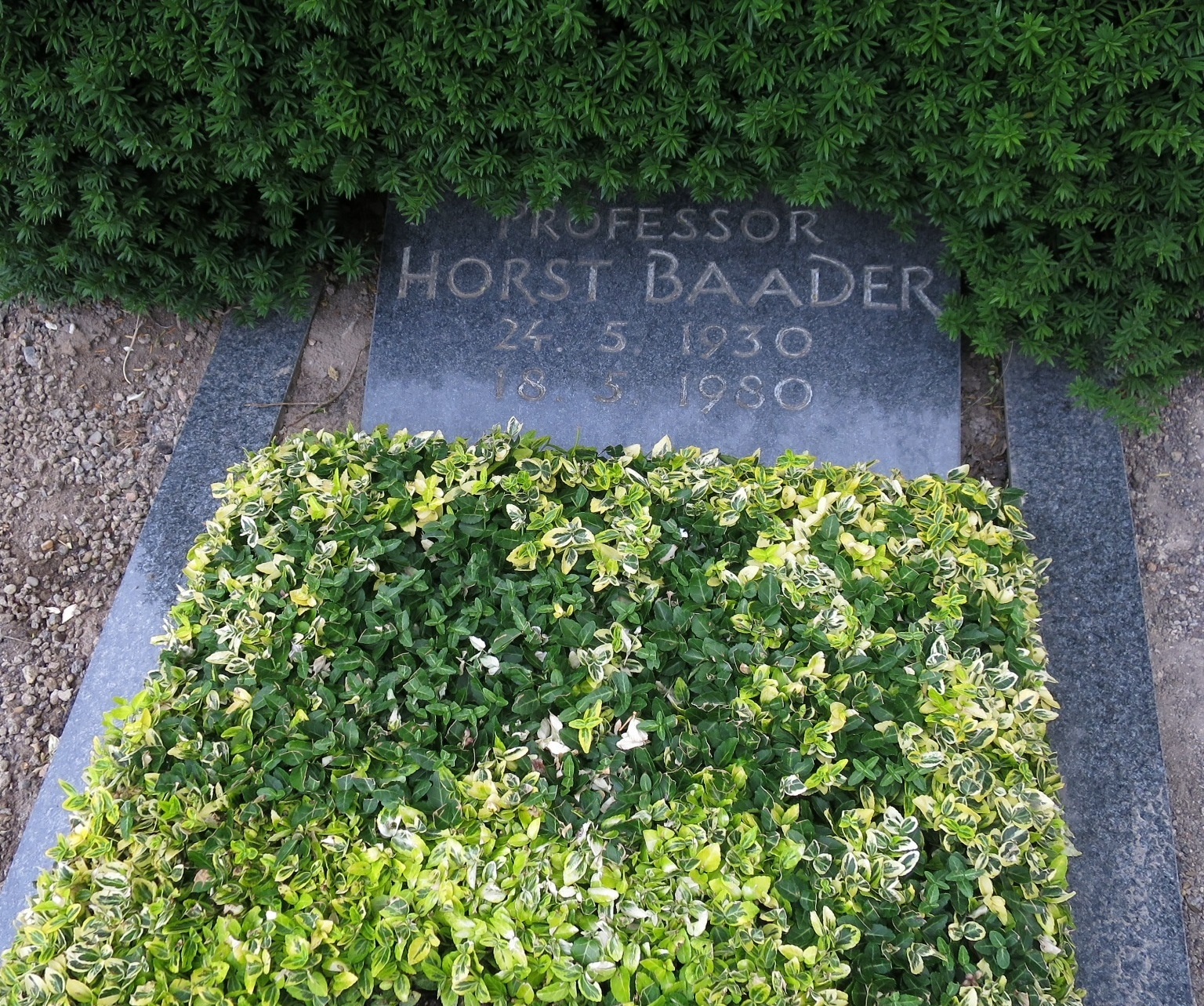
Grab auf dem Südfriedhof (Köln)

Baader war der Sohn von Henriette geb. Engels. Er promovierte 1956 bei Fritz Schalk in Köln über Pedro Salinas. Studien zu seinem dichterischen und kritischen Werk (Köln 1956) und habilitierte sich 1962 ebenda mit Die Lais (Frankfurt 1966). Noch im gleichen Jahr wurde er ordentlicher Professor für romanische Philologie in Saarbrücken, dann 1966 an der FU Berlin und schließlich 1970 als Nachfolger seines Lehrers in Köln. Er war Gastprofessor in Seattle (University of Washington) und Clermont-Ferrand.
Baader starb im Alter von 49 Jahren. Seine Grabstätte befindet sich auf dem Kölner Südfriedhof (Flur 33).

## Veröffentlichungen (Auswahl)
- Die literarischen Geschicke des spanischen Ritters Suero de Quiñones (= Abhandlungen der geistes- und sozialwissenschaftlichen Klasse der Akademie der Wissenschaften und der Literatur in Mainz. Jahrgang 1959, Nr. 7).
- Der spanische Roman im Goldenen Zeitalter. Akademische Verlagsges. Athenaion, Frankfurt 1973, ISBN 3-7997-0153-2.
- als Hrsg.: Voltaire (= Wege der Forschung. Band 286). Wiss. Buchges., Darmstadt 1980, ISBN 3-534-05778-3.